# Теракти поштовими бомбами в Іспанії (2022)
Наприкінці листопада та на початку грудня 2022 року кілька поштових бомб було надіслано по всій Іспанії.

## Хронологія
24 листопада 2022 року до палацу Монклоа в Мадриді, Іспанія, надійшла поштова бомба з листом, адресованим прем'єр-міністру Іспанії Педро Санчесу. Бомба була знищена керованим вибухом, ніхто не постраждав.
30 листопада 2022 року було надіслано ще кілька поштових бомб. Перший був надісланий до посольства України в Мадриді та вибухнув, коли співробітник служби безпеки відкрив його в саду посольства, отримавши «дуже маленьку рану» на пальці. Виробник зброї Instalaza в Сарагосі, на північний схід від Мадрида, отримав подібний пакунок кількома годинами пізніше.
1 грудня 2022 року до світанку на авіабазі Торрехон поблизу Мадрида було перехоплено чергову поштову бомбу після того, як вона була виявлена сканером. Посилка була адресована супутниковому центру Європейського Союзу на цій базі. Того ж дня ще одна поштова бомба була отримана в Міністерстві оборони і знешкоджена.

## Аналіз та реагування
За повідомленнями, кожна з поштових бомб була однаковою, в коричневих конвертах, адресованих керівникам кожної установи. Пристрої складалися з сипучого пороху з електричним механізмом запалювання, який викликав ефект горіння, а не вибуху. Чиновниця Роза Серрано повідомила радіостанції SER, що пакунки, надіслані до посольства України та до Instalaza, мали однакову зворотну адресу.
У відповідь на поштові бомби іспанська влада посилила заходи безпеки в громадських і дипломатичних установах. Міністр закордонних справ України Дмитро Кулеба розпорядився посилити охорону всіх українських посольств і закликав Іспанію розслідувати цей напад. Як повідомляється, Національна аудієнція розпочала розслідування можливого тероризму.
22 січня 2023 року газета The New York Times повідомила, що такі атаки були сплановані російським урядом і здійснені «Російським імперським рухом» — ультраправим, супрематичним російським угрупованням, яке присутнє в багатьох європейських країнах, посилаючись на представників американської та європейської розвідки. Якщо це підтвердиться, це стане доказом того, що Росія використовує ультраправі угруповання для здійснення нападів на інституції країн-членів НАТО, щоб відвернути громадську думку від збереження військової підтримки, яку країни-члени НАТО надають Україні перед обличчям російського вторгнення в Україну у 2022 році.